# Huabeisaurus

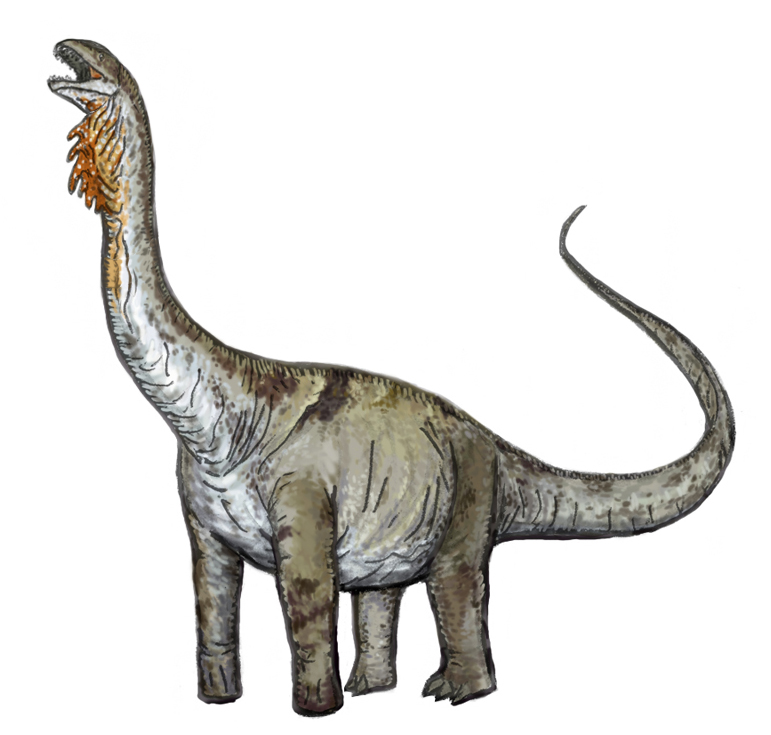
Huabeisaurus allocotus

Huabeisaurus allocotus is een plantenetende sauropode dinosauriër, behorend tot de Macronaria, die tijdens het late Krijt leefde in het gebied van het huidige China.

## Vondst en naamgeving
In 1983 vonden Pang Qiqing en Cheng Zhengwu op de heuvel van Kangdailiang nabij Zhaojiagou in de prefectuur Tianzhen in de provincie Shanxi twaalf staartwervels van een sauropode skelet. Tussen 1989 en 1994 werd in vijf veldseizoenen de vindplaats uitgegraven waarbij 2300 dinosauriërbotten werden aangetroffen, voornamelijk van sauropoden. De vondst werd in 1996 gemeld in de wetenschappelijke literatuur.
In 2000 benoemden en beschreven Pang en Cheng de typesoort Huabeisaurus allocotus. De geslachtsnaam is afgeleid van een fonetische omzetting van de karakters voor "Noord-China", een van de administratieve indelingen van de Volksrepubliek China. De soortaanduiding is een latinisering van het Oudgrieks ἀλλόκοτος, allokotos, "ongebruikelijk van aard", een verwijzing naar de "speciale betekenis in zijn kenmerken en geologische horizon". Het was dus vreemd een dier van die bouw in lagen van die ouderdom aan te treffen.

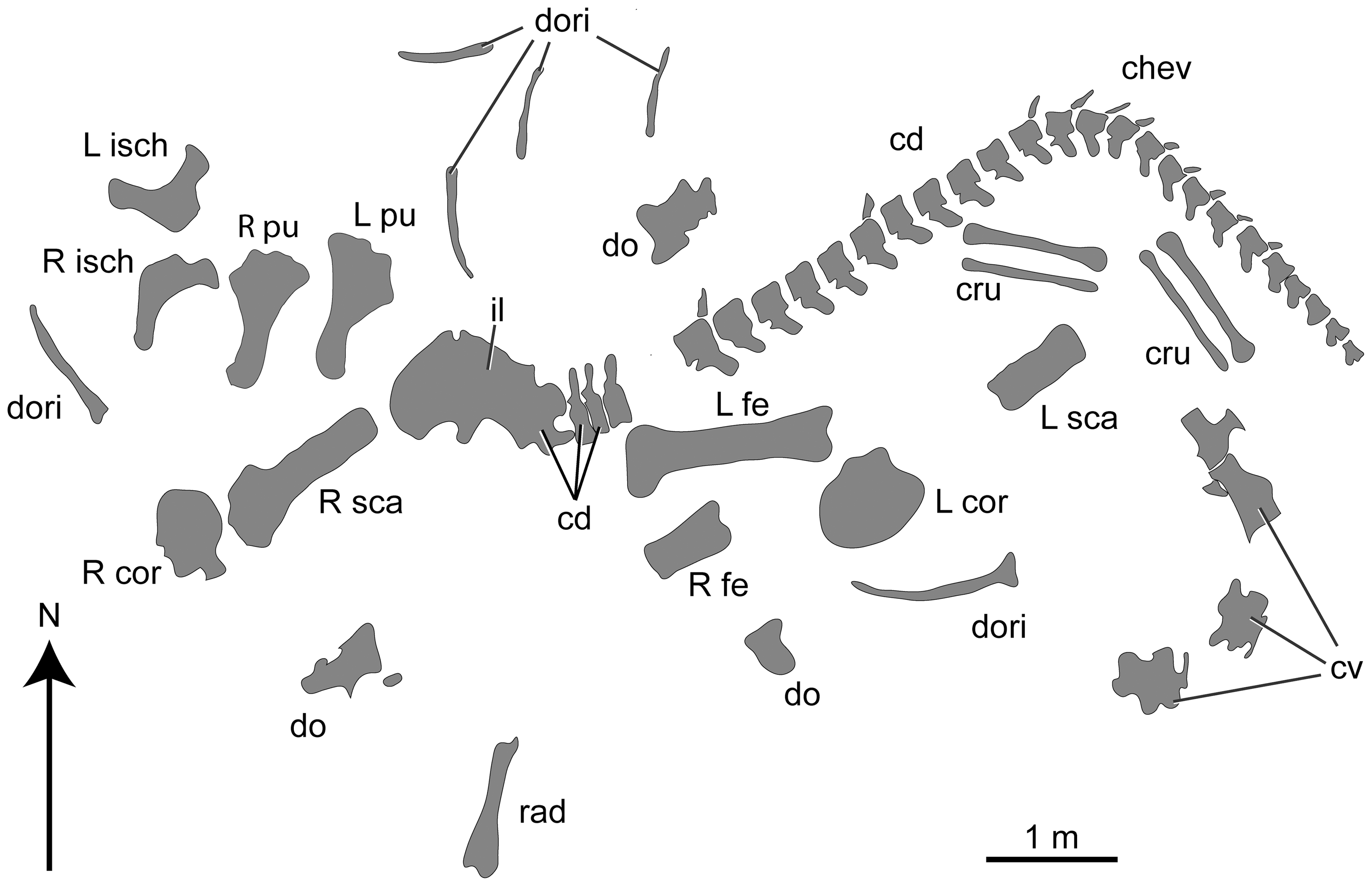
Een diagram van de positie van de beenderen van het holotype

Het holotype, HBV-20001, is gevonden in een laag van de bovenste Huiquanpuformatie die wellicht dateert uit het Cenomanien. Het bestaat uit een gedeeltelijk skelet zonder schedel. Bewaard zijn gebleven: twee tanden, vier halswervels, zes ruggenwervels, een heiligbeen van zes sacrale wervels, dertig staartwervels, dertien chevrons, vier ribben, de gehele schoudergordel, een linkerspaakbeen, een rechterdarmbeen, beide schaambeenderen, beide zitbeenderen en beide achterpoten minus de enkelbeenderen en voeten. De beenderen lagen gedeeltelijk in anatomisch verband. Het gaat om een jongvolwassen dier. Als paratype werd een linkeropperarmbeen toegewezen, specimen HBV-20002, dat tweehonderd meter van het holotype vandaan was gevonden, in een laag die stratigrafisch negentig meter dieper lag en dus veel ouder was.

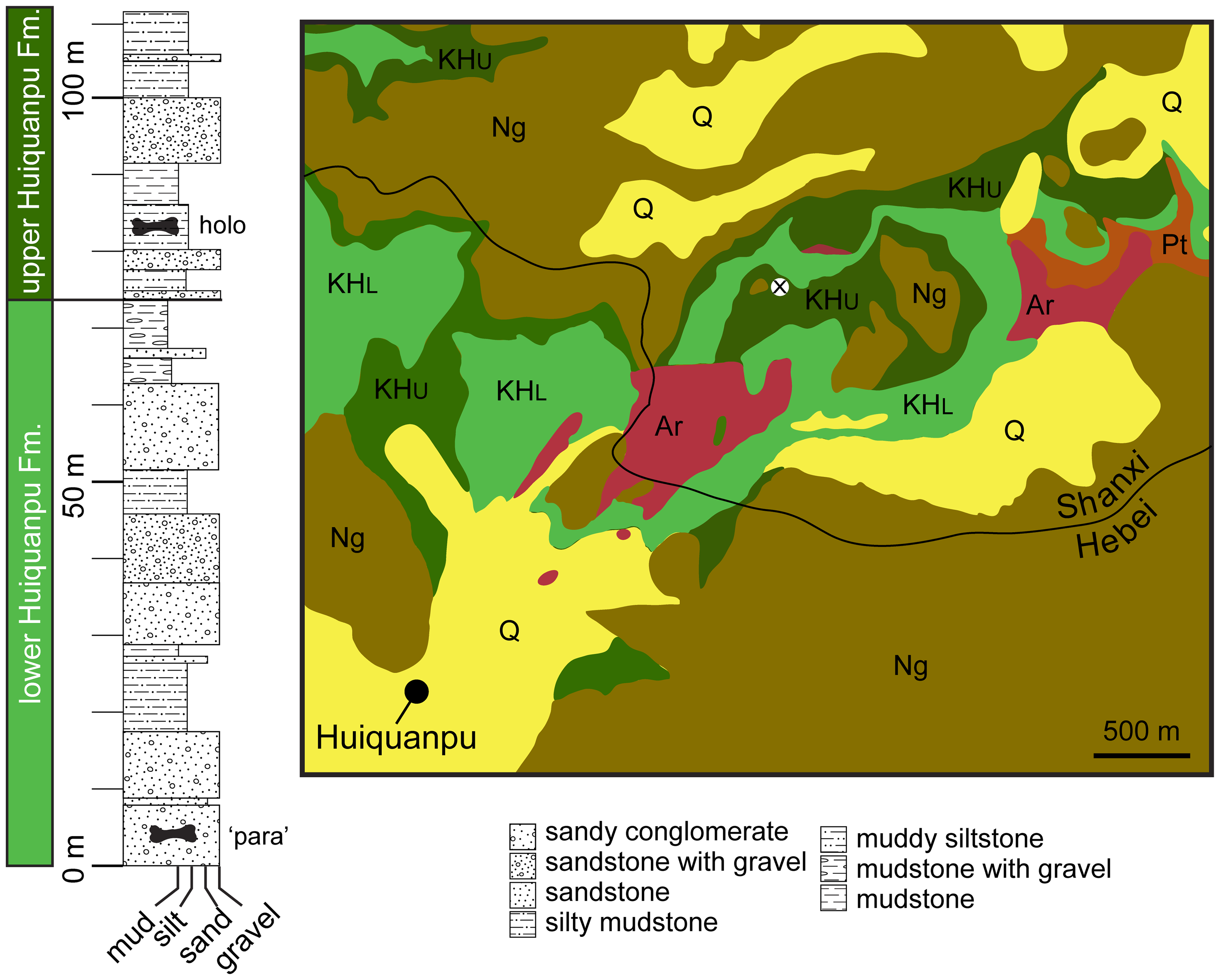
Een geologische kaart van de vondstlocatie

In maart 2012 bestudeerde de Amerikaanse paleontoloog Michael D'Emic de resten persoonlijk en op grond daarvan publiceerde hij in 2013 een meer gedetailleerde beschrijving. Daarbij werd hij gehinderd door het feit dat het oorspronkelijke skelet gebruikt was in een museumopstelling en daarbij gerestaureerd was met gips. D'Emic verwijderde het paratype uit het materiaal omdat een verband niet kon worden bewezen.

## Beschrijving

### Grootte en onderscheidende kenmerken
Huabeisaurus is een grote sauropode. In 2000 werd de lichaamslengte geschat op twintig meter. Het linkerdijbeen heeft een lengte van 156 centimeter. Een indruk van de hoogte van de romp kan verschaft worden door de lengte van een van de ribben: 145 centimeter.

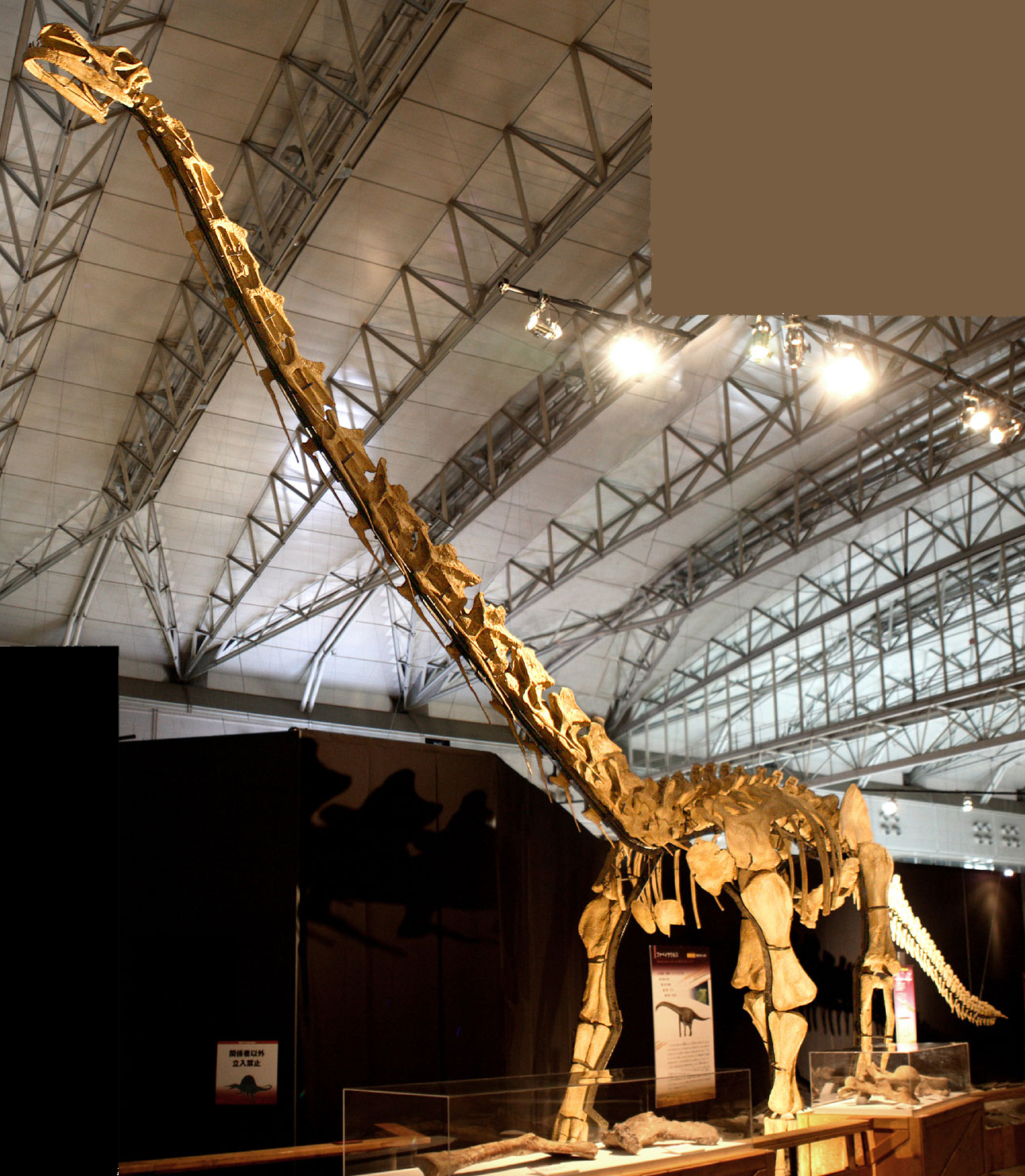
Een skeletmodel

De oorspronkelijke diagnose was naar huidige begrippen erg ontoereikend. D'Emic gaf in 2013 een herziene lijst van onderscheidende kenmerken. Het zijn alle autapomorfieën, unieke afgeleide eigenschappen. Bij de achterste halswervels worden de richels die naar voorste gewrichtsuitsteeksels lopen gescheiden door een uitholling. Bij de voorste ruggenwervels omvat de onderzijde van de richel die van het doornuitsteeksel naar het zijuitsteeksel loopt een uitholling. Bij de voorste middelste staartwervels is de uitholling tussen de richel die naar het achterste gewrichtsuitsteeksel loopt en de richel die van het doornuitsteeksel naar het zijuitsteeksel loopt groter dan de uitholling tussen de richel die naar het achterste gewrichtsuitsteeksel loopt en de achterste richel die over de onderzijde van het zijuitsteeksel loopt. De staartwervels hebben kleine zijuitsteeksels die al van de achtste wervel af verdwijnen. Bij de voorste middelste staartwervels is het onderste derde deel van het wervellichaam achteraan verbreed. De middelste staartwervels hebben twee twee evenwijdige lengterichels over de zijkant van het wervellichaam lopen, onder de naad met de wervelboog. Het ravenbeksbeen heeft op de buitenzijde een bult bij de voorste bovenrand. De onderzijde van het spaakbeen is overdwars tweemaal zo breed als de schacht. De beenplaat van het zitbeen heeft een uitsteeksel op de achterrand. Het scheenbeen is relatief lang ten opzichte van het dijbeen, ongeveer 75%. Het verbrede spaakbeen wordt ook getoond door afgeleide Titanosauridae; D'Emic ging ervan uit dat Huabeisaurus daartoe niet behoorde en het kenmerken dus in een proces van convergente evolutie had verworven.

### Skelet
Het skelet van Huabeisaurus heeft grotendeels kenmerken die passen bij een basale positie in de Somphospondyli. De tanden zijn stiftvormig maar niet zeer smal. De halswervels hebben matig langwerpige wervellichamen en matig brede gewrichtsuitsteeksels. De ruggenwervels hebben nog een hyposfeen-hypantrum-complex. Ze hebben ronde in plaats van oogvormige pleurocoelen. Het heiligbeen telt zes in plaats van vijf wervels wat op een iets afgeleidere positie wijst. De staartwervels, waarvan het aantal door D'Emic op vijftig geschat is, zijn amficoel of opisthocoel (in twee wervels) in plaats van procoel. Het ravenbeksbeen is ovaal in plaats van rechthoekig. Het zitbeen is korter dan het schaambeen.
Er zijn echter ook kenmerken die titanosaurisch lijken. Het spaakbeen is onderaan verbreed, een toestand die in verband gebracht is met het meer gebogen houden van de elleboog, iets wat functioneel kan zijn voor een grotere zijwaartse en opwaartse beweeglijk van de romp, wellicht in verband met de opisthocoelie van de ruggenwervels. De ribben hebben beenplaten aan de zijranden. De schachten van de zitbeenderen lopen in elkaar over alsof ze één plaat vormen.

## Fylogenie
Pang en Cheng plaatsten Huabeisaurus in een eigen Huabeisauridae binnen de Homalosauropodoidea. Dat laatste begrip is echter geheel verouderd. Latere onderzoekers plaatsten Huabeisaurus in de Nemegtosauridae of basaal in de Titanosauriformes, meer in het bijzonder de Somphospondyli. D'Emic suggereerde in 2013 een positie in de Euhelopidae maar kwam daar later van terug omdat duidelijk werd dat dit geen klade was maar een onnatuurlijke verzameling basale somfospondylen. Exacte resultaten zouden verkregen kunnen worden door het dier op te nemen in een kladistische analyse maar dat liet hij bewust na omdat hij de skeletten van vermoedelijke verwanten onvoldoende compleet achtte.